# Kōsei Shibasaki
Kōsei Shibasaki (柴崎 晃誠?, Shibasaki Kōsei; Nagasaki, 28 agosto 1984) è un ex calciatore giapponese, di ruolo centrocampista.

## Carriera

### Club

#### L'esordio al Tokyo Verdy e il passaggio al Frontale
Debutta nel calcio nel 2008 con il Tokyo Verdy e nel 2011 si trasferisce al Kawasaki Frontale. Nel 2012 ritorna al Tokyo Verdy, in prestito.

#### Esordio al Tokushima e il trasferimento per il Sanfrecce Hiroshima
Nel 2013, Kōsei Shibasaki si trasferisce al Tokushima Vortis, squadra militante in seconda divisione giapponese, portando la sede in prima divisione totalizzando 67 punti (terza posizione). Nel 2014 firma un nuovo contratto per il Sanfrecce Hiroshima, club dove gioca tuttora.

### Nazionale
Ha fatto parte della Nazionale giapponese U-18 nel 2002. Nel 2011 viene convocato per la Kirin Cup dal commissario tecnico italiano Alberto Zaccheroni, ma non gioca nessuna partita.

## Statistiche

### Presenze e reti nei club
Statistiche aggiornate al 3 dicembre 2023.
| Stagione                   | Squadra                    | Campionato                 | Campionato | Campionato | Coppe nazionali | Coppe nazionali | Coppe nazionali | Coppe continentali | Coppe continentali | Coppe continentali | Altre coppe | Altre coppe | Altre coppe | Totale | Totale |
| Stagione                   | Squadra                    | Comp                       | Pres       | Reti       | Comp            | Pres            | Reti            | Comp               | Pres               | Reti               | Comp        | Pres        | Reti        | Pres   | Reti   |
| -------------------------- | -------------------------- | -------------------------- | ---------- | ---------- | --------------- | --------------- | --------------- | ------------------ | ------------------ | ------------------ | ----------- | ----------- | ----------- | ------ | ------ |
| 2007                       | Tokyo Verdy                | J2                         | 6          | 0          | CG              | 1               | 0               | -                  | -                  | -                  | -           | -           | -           | 7      | 0      |
| 2008                       | Tokyo Verdy                | J1                         | 21         | 1          | CG+CdL          | 1+2             | 0               | -                  | -                  | -                  | -           | -           | -           | 24     | 1      |
| 2009                       | Tokyo Verdy                | J2                         | 47         | 7          | CG              | 1               | 0               | -                  | -                  | -                  | -           | -           | -           | 48     | 7      |
| 2010                       | Tokyo Verdy                | J2                         | 35         | 3          | CG              | 1               | 0               | -                  | -                  | -                  | -           | -           | -           | 36     | 3      |
| 2011                       | Kawasaki Frontale          | J1                         | 31         | 1          | CG+CdL          | 3+2             | 0               | -                  | -                  | -                  | -           | -           | -           | 36     | 1      |
| gen.-lug. 2012             | Kawasaki Frontale          | J1                         | 8          | 0          | CdL             | 5               | 0               | -                  | -                  | -                  | -           | -           | -           | 13     | 0      |
| Totale Kawasaki Frontale   | Totale Kawasaki Frontale   | Totale Kawasaki Frontale   | 39         | 1          |                 | 10              | 0               |                    | -                  | -                  |             | -           | -           | 49     | 1      |
| lug.-dic. 2012             | Tokyo Verdy                | J2                         | 13         | 0          | CG              | 1               | 0               | -                  | -                  | -                  | -           | -           | -           | 14     | 0      |
| Totale Tokyo Verdy         | Totale Tokyo Verdy         | Totale Tokyo Verdy         | 122        | 11         |                 | 7               | 0               |                    | -                  | -                  |             | -           | -           | 129    | 11     |
| 2013                       | Tokushima Vortis           | J2                         | 38+2       | 6+0        | CG              | 1               | 0               | -                  | -                  | -                  | -           | -           | -           | 41     | 6      |
| 2014                       | Sanfrecce Hiroshima        | J1                         | 22         | 1          | CG+CdL          | 1+4             | 0               | ACL                | 7                  | 1                  | SG          | 1           | 0           | 35     | 2      |
| 2015                       | Sanfrecce Hiroshima        | J1                         | 27+2       | 6+0        | CG+CdL          | 0+2             | 0               | -                  | -                  | -                  | Cmc         | 1           | 0           | 32     | 6      |
| 2016                       | Sanfrecce Hiroshima        | J1                         | 34         | 8          | CG+CdL          | 2+2             | 1+1             | ACL                | 4                  | 1                  | SG          | 1           | 0           | 43     | 11     |
| 2017                       | Sanfrecce Hiroshima        | J1                         | 30         | 4          | CG+CdL          | 1+4             | 0               | -                  | -                  | -                  | -           | -           | -           | 35     | 4      |
| 2018                       | Sanfrecce Hiroshima        | J1                         | 32         | 3          | CG+CdL          | 1+2             | 0+2             | -                  | -                  | -                  | -           | -           | -           | 35     | 5      |
| 2019                       | Sanfrecce Hiroshima        | J1                         | 24         | 1          | CG+CdL          | 1+2             | 0               | ACL                | 3                  | 0                  | -           | -           | -           | 30     | 1      |
| 2020                       | Sanfrecce Hiroshima        | J1                         | 13         | 0          | CdL             | 1               | 0               | -                  | -                  | -                  | -           | -           | -           | 14     | 0      |
| 2021                       | Sanfrecce Hiroshima        | J1                         | 21         | 2          | CG+CdL          | 1+5             | 1+0             | -                  | -                  | -                  | -           | -           | -           | 27     | 3      |
| 2022                       | Sanfrecce Hiroshima        | J1                         | 30         | 1          | CG+CdL          | 3+10            | 0               | -                  | -                  | -                  | -           | -           | -           | 43     | 1      |
| 2023                       | Sanfrecce Hiroshima        | J1                         | 8          | 0          | CG+CdL          | 1+3             | 0+1             | -                  | -                  | -                  | -           | -           | -           | 12     | 1      |
| Totale Sanfrecce Hiroshima | Totale Sanfrecce Hiroshima | Totale Sanfrecce Hiroshima | 243        | 26         |                 | 46              | 6               |                    | 14                 | 2                  |             | 3           | 0           | 306    | 34     |
| Totale carriera            | Totale carriera            | Totale carriera            | 444        | 44         |                 | 64              | 6               |                    | 14                 | 2                  |             | 3           | 0           | 525    | 52     |

## Palmarès

### Club

#### Competizioni nazionali
- Supercoppa del Giappone: 2

Sanfrecce Hiroshima: 2014, 2016
- Campionato giapponese: 1

Sanfrecce Hiroshima: 2015
- Coppa J. League: 1

Sanfrecce Hiroshima: 2022

### Nazionale
- Kirin Cup: 1

2011